# Partito Liberale ottomano
Il Partito Liberale ottomanoo Partito dei Liberali ottomani(in turco ottomano Osmanlı Ahrar Fırkası) fu un partito politico liberale di breve durata nell'Impero ottomano durante la Seconda era costituzionale. Fu fondato dal principe Sabahaddin, Ahmet Samim, Suat Soyer, Ahmet Reşit Rey, Mehmet Tevfik Bey e Nureddin Ferruh Bey.

## Storia

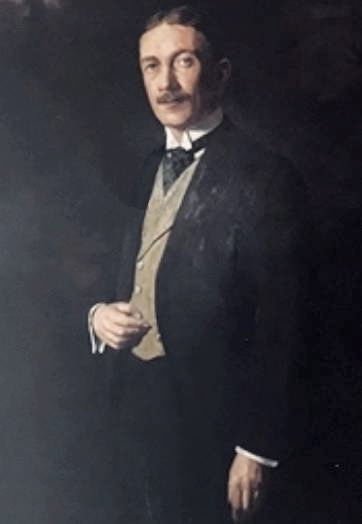
Nureddin Ferruh Bey, uno dei fondatori

Il Partito Liberale ottomano fu fondato il 14 settembre 1908, a seguito di un'unificazione temporanea del Comitato di Unione e Progresso (CUP) e della Comitato per l'iniziativa privata e il decentramento del principe Sabahaddin. dopo la fortunata Rivoluzione dei Giovani Turchi. Non ebbe molto tempo per organizzarsi in un vero e proprio partito politico per le elezioni del 1908, e di conseguenza vinse il suo rivale, l'Unione e Progresso. Sebbene non avesse avuto successo nelle elezioni, riuscì a mettere insieme un gruppo di 60-70 deputati oppositori del CUP in parlamento. Fu sciolto nel 1910 dopo che la maggior parte dei suoi membri subì la repressione del governo del CUP a seguito dell'incidente del 31 marzo. La maggior parte dei suoi membri si sarebbero riuniti in un nuovo partito un anno dopo, noto come Partito Libertà e Accordo, ma sarebbe stato soppresso in seguito al colpo di Stato del CUP del 1913 e all'assassinio di Mahmud Shevket Pascià.

## Ideologia
Il partito era modellato sulla tradizione politica britannica del liberalismo.